# Tadanari Sano
Tadanari Sano (佐野忠也?, Sano Tadanari; 22 marzo 1977) è un ex giocatore di football americano giapponese, che ha giocato come defensive back.

## Palmarès
- 1 Mondiale (2003)